# Petite rivière Sainte-Marguerite
Pour les articles homonymes, voir Sainte-Marguerite et Rivière Sainte-Marguerite (homonymie).
Ne doit pas être confondu avec Petite rivière Marguerite.
La Petite rivière Sainte-Marguerite traverse les municipalités de Saint-François-de-la-Rivière-du-Sud (MRC de Montmagny) et Saint-Raphaël (MRC de Bellechasse), dans la région administrative de Chaudière-Appalaches, au Québec, au Canada.
La Petite rivière Sainte-Marguerite est un affluent de la rive nord de la rivière du Sud (Montmagny) laquelle coule vers le nord-ouest, puis vers le nord-est jusqu'à la rive sud du fleuve Saint-Laurent.

## Géographie
La Petite rivière Sainte-Marguerite prend sa source en zone montagneuse dans la municipalité de Saint-François-de-la-Rivière-du-Sud, situé dans les Monts Notre-Dame.
À partir de sa source, la "Petite rivière Sainte-Marguerite" coule en zone forestière sur 11,0 km selon les segments suivants :
- 1,8 km vers le nord-ouest ;
- 2,6 km vers le sud-ouest, puis vers le nord-ouest ;
- 1,0 km vers le sud-ouest, jusqu'à la confluence d'un ruisseau venant du sud-est ;
- 3,7 km vers le sud-ouest, jusqu'à une route forestière ;
- 1,9 km vers le sud-ouest, jusqu'à sa confluence.

La "Petite rivière Sainte-Marguerite" se déverse sur la rive nord de la rivière du Sud (Montmagny) entre deux séries de chutes et en aval du barrage de Saint-Raphaël.

## Toponymie
Le toponyme "Petite rivière Sainte-Marguerite" a été officialisé le 10 juillet 1969 à la Commission de toponymie du Québec.